# Gymnobela angulosa
Gymnobela angulosa é uma espécie de gastrópode do gênero Gymnobela, pertencente a família Raphitomidae.